# Middle-earth Role Playing

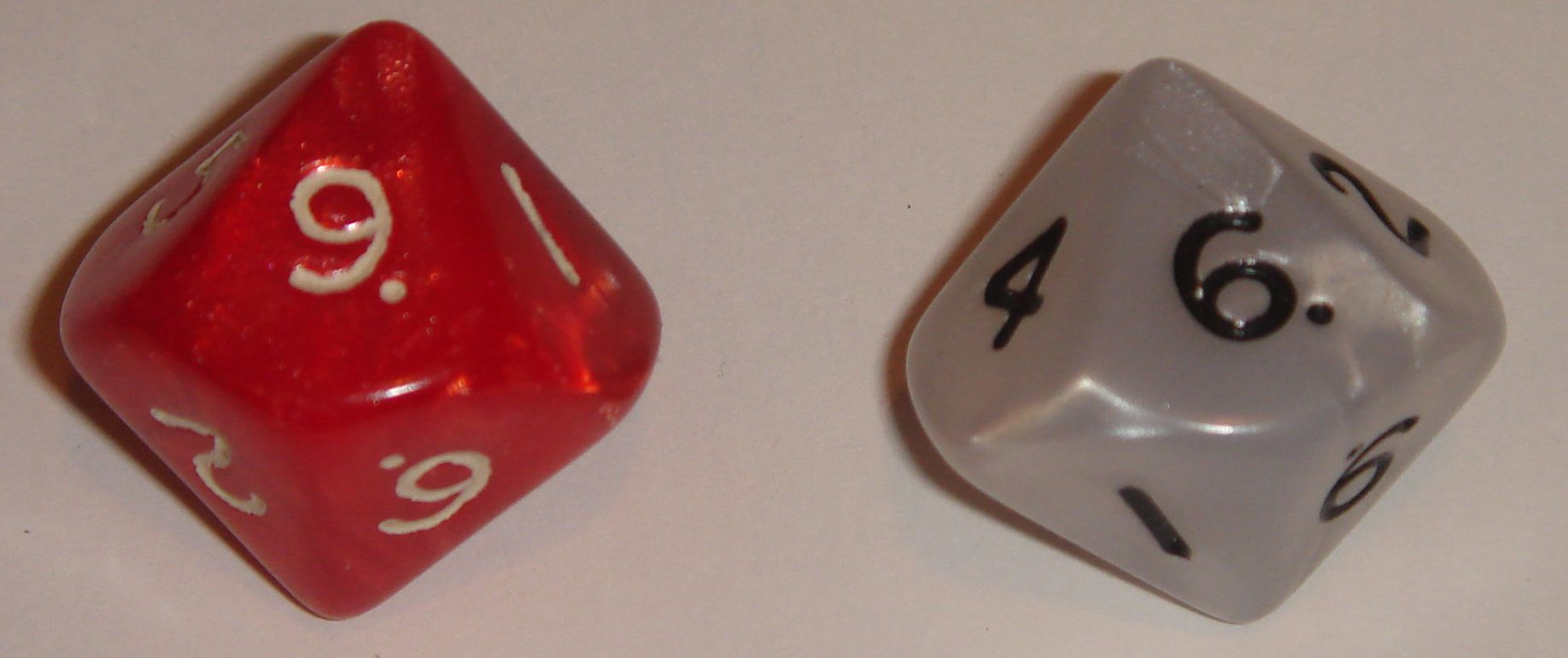
Dwie kości k10 używane podczas gry

Middle-earth Role Playing (MERP, pol. Śródziemie Gra Fabularna) jest jedną z gier fabularnych wydanych przez Iron Crown Enterprises (ICE), której akcja rozgrywa się w Śródziemiu, świecie opisanym w książkach J.R.R. Tolkiena.
W Polsce gra ukazała się nakładem wydawnictwa Mag. Do 1998 wydano następujące podręczniki:
- Phil Kime, Chris Kennedy, Śródziemie : gra fabularna, Maciej Muszyński (tłum.), Izabela Portuś (tłum.), Warszawa: Mag, 1996, ISBN 83-86572-45-0. Brak numerów stron w książce
- Ruth Schoard Pitt, Jeff O'Hare, Peter C. Fenlon jr., Stwory Śródziemia, Marek Soczówka (tłum.), Wojciech Szypuła (tłum.), Warszawa: Mag, 1996, ISBN 83-86572-60-4. Brak numerów stron w książce
- Phil Kime, Chris Kennedy, W poszukiwaniu Palantira, Maciej Muszyński (tłum.), Izabela Portuś (tłum.), Warszawa: Mag, 1997, ISBN 83-86572-61-2. Brak numerów stron w książce
- Peter C. Fenlon jr., Jessica M. Ney-Grimm, Przewodnik po Śródziemiu, Marcin Kaskiewicz (tłum.), Edward Kowalczyński (red.), Warszawa: Mag, 1998, ISBN 83-86572-23-X. Brak numerów stron w książce

Po rezygnacji ze sprzedaży MERP przez ICE, poszczególne pozycje stały się trudno dostępne.